# Sledgehammer (canção de Fifth Harmony)
"Sledgehammer" é uma canção da banda feminina norte-americana Fifth Harmony, gravada para seu primeiro álbum de estúdio Reflection. Foi composta pela cantora americana Meghan Trainor. O seu lançamento ocorreu em 25 de outubro de 2014 na iTunes Store através da Syco Music e Epic Records, servindo como segundo single do disco. Musicalmente, é derivada dos estilos musicais synthpop, EDM e new wave. Em 26 de Junho de 2015, a canção recebeu oficialmente certificado de disco de Platina pela RIAA.

## Antecedentes e produção
Em 23 de outubro de 2014, o grupo anunciou a música 'Sledgehammer' como segundo single de seu álbum de estreia, Reflection, durante um evento ao vivo. A música foi escrita por Jonas Jeberg, Meghan Trainor e Sean Douglas. Foi produzida por Jeberg e Harvey Mason. O conceito da música, de acordo com o grupo, é sobre um tipo de amor que não pode ser contido, que força você a deixá-lo fluir e que não tem limitações.
Nos bastidores do videoclipe, o grupo disse:
"Decidimos escolher Sledgehammer como segundo single porque o álbum tem uma variação grande de sons e nós todas gostamos de gêneros diferentes... A transição de "Boss" para "Sledgehammer" mostra bem isso. E também é um conceito relacionável, estar com a pessoa que você gosta e sentir seu coração batendo como uma marreta".

## Videoclipe
O vídeo foi enviado para conta oficial da VEVO do Fifth Harmony em 25 de novembro de 2014. Foi dirigido e coreografado por Fatima Robinson, que também dirigiu o videoclipe de 'BO$$'. Cenas no vídeo incluem vários balanços e plataformas, uma escultura de unicórnio, um homem recortado fazendo uso de uma marreta e as integrantes do grupo Fifth Harmony cantando e dançando trajando roupas brancas elegantes.. Em 21 de Novembro de 2014, a MTV publicou um vídeo exclusivo dos bastidores do clipe.
Em 2020, o vídeo já somava mais de 170 milhões de visualizações no YouTube.

## Recepção da crítica
Mike Wass, da Idolator, chamou a música de "um açucarado doce hino synth-pop com recurso de rádio de ponta". Jessica Hyndman, da MTV, deu uma crítica positiva, dizendo que "'Sledgehammer' transmite uma diversão pop vibe, vastamente diferente do hip-hop banger da música BO$$ e do single Miss Movin On'".

## Prêmios e Indicações
| Ano  | Prêmio             | Categoria        | Trabalho Nomeado | Resultado |
| ---- | ------------------ | ---------------- | ---------------- | --------- |
| 2015 | Teen Choice Awards | Choice Love Song | "Sledgehammer"   | Indicado  |

## Desempenho nas paradas musicais

### Posições
| Tabela musical (2014)                      | Melhor posição |
| ------------------------------------------ | -------------- |
| Austrália - ARIA                           | 88             |
| Bélgica - Ultratip Flanders                | 49             |
| Bélgica - Ultratip Wallonia                | 21             |
| Canadá - Canadian Hot 100                  | 63             |
| Chile - Chile Singles Chart                | 30             |
| Eslováquia - Singles Digital Top 100       | 30             |
| Estados Unidos - Adult Top 40              | 36             |
| Estados Unidos - Billboard Hot 100         | 40             |
| Estados Unidos - Billboard Pop Songs       | 18             |
| Irlanda - IRMA                             | 83             |
| Nova Zelândia - NZ Top 40 Singles Chart    | 36             |
| Reino Unido - Official Charts Company      | 112            |
| Singapura - Top 30 Singles Chart Singapore | 18             |
| Suécia - Sverigetopplistan                 | 75             |

### Certificações
| País (Provedor)       | Certificação |
| --------------------- | ------------ |
| Estados Unidos (RIAA) | Platina      |
| Suécia (GLF)          | Ouro         |
| Canadá                | Ouro         |

## Histórico de lançamento
| País  | Data                  | Formato          | Gravadora    |
| ----- | --------------------- | ---------------- | ------------ |
| Mundo | 25 de outubro de 2014 | Download digital | Epic Records |